# Witold Kula
Witold Kula (ur. 18 kwietnia 1916 w Warszawie, zm. 12 lutego 1988 tamże) – polski historyk, w latach 1950–1986 profesor Uniwersytetu Warszawskiego. Przedstawiciel polskiej szkoły historii społeczno-gospodarczej.

## Życiorys

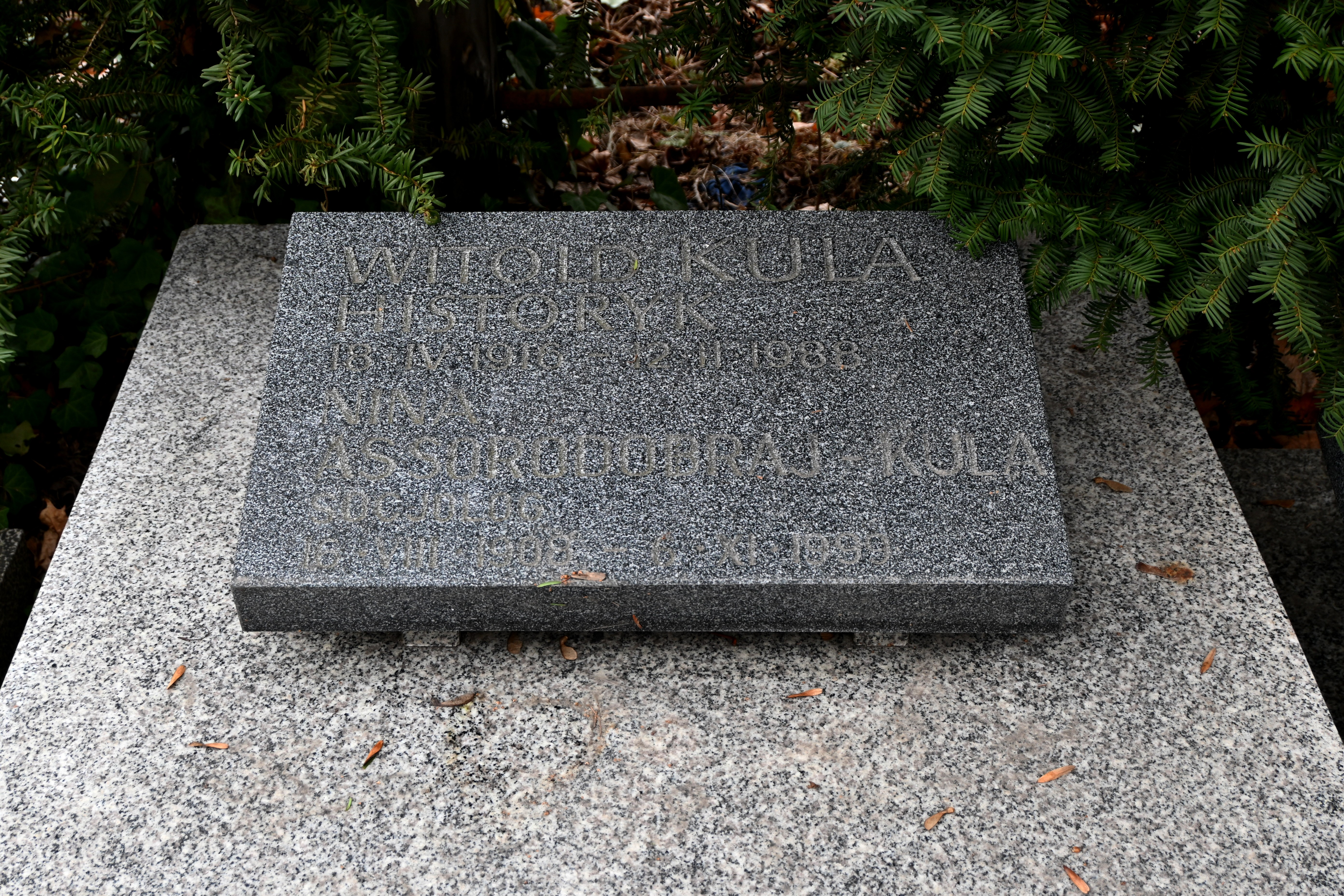
Grób historyka Witolda Kuli na Cmentarzu ewangelicko-reformowanym w Warszawie

Jego rodzicami byli Jan Kula i Jadwiga z domu Liwska. Uczęszczał do Gimnazjum im. Reja w Warszawie, gdzie w 1934 zdał maturę. W tym samym roku rozpoczął studia historyczne na Uniwersytecie Warszawskim, a następnie ekonomiczne w Wolnej Wszechnicy Polskiej. Był uczniem Natalii Gąsiorowskiej. W 1939 obronił na UW doktorat, którego promotorem był Stanisław Arnold.
W czasie II wojny światowej żołnierz Armii Krajowej, współpracownik Biura Informacji i Propagandy oraz uczestnik tajnego nauczania. Brał aktywny udział w akcjach ratowania Żydów. Po upadku powstania warszawskiego, jako podporucznik, trafił na siedem miesięcy do oflagu Grossborn.
Po wojnie podjął pracę na Uniwersytecie Łódzkim, gdzie habilitował się w 1947. W 1950 objął profesurę na UW. Członek Marksistowskiego Zrzeszenia Historyków. Od 1979 członek korespondent, od 1986 członek rzeczywisty Polski Akademii Nauk. Wykładał również w Instytucie Kształcenia Kadr Naukowych.
Był współorganizatorem i profesorem (1953–1968) Instytutu Historii PAN, w latach 1968–1970 prezes Międzynarodowego Stowarzyszenia Historii Gospodarczej, którego był później prezesem honorowym, zaś w latach 1974–1983 – wiceprzewodniczący Międzynarodowej Komisji Metrologii Historii. Członek Polskiej Akademii Nauk. Zajmował się badaniem dziejów gospodarczo-społecznych Polski, metodologią historii oraz metrologią pojmowaną jako oddzielna dziedzina nauki. 20 sierpnia 1980 podpisał apel 64 uczonych, pisarzy i publicystów do władz komunistycznych o podjęcie dialogu ze strajkującymi robotnikami.
Jego pracę naukową odznaczało interdyscyplinarne podejście oraz nowatorstwo teoretyczne. Wychodząc z tradycji marksistowskich udało mu się stworzyć oryginalne koncepcje początków polskiego kapitalizmu, zaproponować model funkcjonowania peryferyjnego feudalizmu na ziemiach polskich w XVI–XVII wieku, co znalazło odzwierciedlenie zwłaszcza w przetłumaczonej na wiele języków pracy Teoria ekonomiczna ustroju feudalnego. Próba modelu (Warszawa 1962). Najpopularniejszą jego pracą są Miary i ludzie (Warszawa 1970).
Od lat 60. współpracował blisko z historykami francuskiej Szkoły Annales. Jego prace były cytowane m.in. przez wybitnego przedstawiciela tej szkoły oraz jednego z najwybitniejszych historyków europejskich XX wieku Ferdynanda Braudela.
Żoną Witolda Kuli była Nina Assorodobraj-Kula, socjolog, profesor UW, a synem Marcin Kula. Jest pochowany na cmentarzu reformowanym przy ul. Żytniej w Warszawie (kwatera 2-5-4).

## Uczniowie
Witold Kula wychował wielu uczniów, spośród których najbardziej znani to: Jerzy Jedlicki, Andrzej Jezierski, Jacek Kochanowicz, Janina Leskiewiczowa, Tadeusz Łepkowski.

## Prace
- Historia gospodarcza Polski w dobie popowstaniowej, 1864–1918 (1947)
- Szkice o manufakturach w Polsce XVIII wieku (1956)
- Rozważania o historii (1958)
- Teoria ekonomiczna ustroju feudalnego. Próba modelu (1962)
- Problemy i metody historii gospodarczej (1963)
- Miary i ludzie (1970)
- Historia, zacofanie, rozwój (1983)
- Wokół historii (1988)
- Rozdziałki (1996)[12]
- Demografia Królestwa Polskiego w latach 1836–1846, wyd. Marek Górny, Poznań-Wrocław 2002 („Badania z Dziejów Społecznych i Gospodarczych” 61), s. 176.